# Melanocryptus violaceipennis
Melanocryptus violaceipennis är en stekelart som beskrevs av Cameron 1902. Melanocryptus violaceipennis ingår i släktet Melanocryptus och familjen brokparasitsteklar. Inga underarter finns listade i Catalogue of Life.